# Gobernación de 'Amran
La gobernación de 'Amran (en árabe: عمران) es uno de los estados de Yemen.
- Datos: Q275720
- Multimedia: Amran Governorate / Q275720